# Marta Moszczyńska
Marta Moszczyńska (ur. 30 stycznia 1989 w Kowalewie Pomorskim) – polska piosenkarka i aktorka.

## Życiorys
Jest absolwentką XCVI Liceum Ogólnokształcącego im. Agnieszki Osieckiej. W latach 1997–2004 śpiewała w szkolnym kole muzycznym. Dwukrotnie zwyciężyła w programie Szansa na sukces (w 2001 i 2004). Uczyła się śpiewu pod opieką Elżbiety Zapendowskiej.
W latach 2004–2007 była aktorką i wokalistką teatru Studio Buffo, zagrała główną rolę Julii (na zmianę z Zosią Nowakowską) w musicalu Romeo i Julia Janusza Józefowicza. Wystąpiła w telewizyjnej wersji musicalu, nagrywanej 12 listopada 2004 roku.
W 2007 roku zakwalifikowała się do konkursu „Debiutów” na TVP. Jest solistką Piotra Rubika. Wystąpiła w jego kantacie zatytułowanej Zakochani w Krakowie, oratorium Habitat, moje miejsce na ziemi i dziele Cantobiografia Jana Pawła II – Santo Subito.

## Osiągnięcia
- 1. miejsce – Festiwal w Józefowie, 2001
- 1. miejsce – Muszelki Wigier – Suwałki
- 1. miejsce – Hybrydy 2001
- 1. miejsce – Piórkiem i węglem – pisanie wierszy
- 1. miejsce – Festiwal w Tomaszowie Maz.

## Musicale i spektakle
- Romeo i Julia (musical)
- Hity Buffo
- "Ukochany Kraj..." czyli PRL w piosence;
- Wieczór Francuski
- Wieczór Amerykański
- Wieczór Rosyjski
- Metro

## Teatr telewizji
- Romeo i Julia (musical) – grudzień 2004

## Dyskografia
- płyta – dodatek do gazety "Poradnik Domowy" z kolędami w aranżacji Piotra Rubika
- płyta – dodatek do Gazety Wyborczej " Najpiękniejsze kolędy i pastorałki w aranżacji Piotra Rubika
- płyta Oratorium dla Świata Habitat Piotra Rubika
- płyta "RubikOne"
- płyta – Santo Subito
- płyta – Opisanie świata

## Teledyski
- Most Dwojga Serc

## Koncerty
- Rewia sylwestrowa 2005/2006
- Zakochani w Krakowie
- KFPP – Debiuty 2007
- Habitat, moje miejsce na ziemi
- Santo Subito – Cantobiografia Jana Pawła II